# Elisabeth van Hessen-Darmstadt (1895-1903)

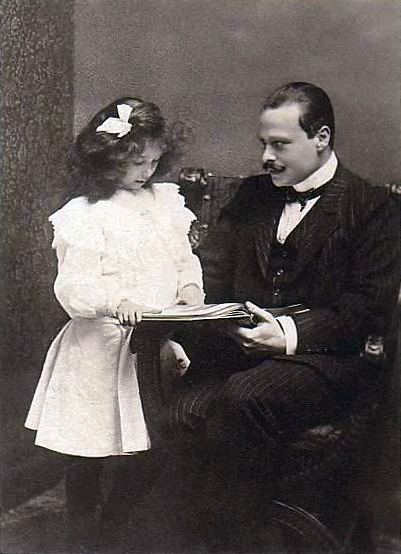
Elisabeth met haar vader

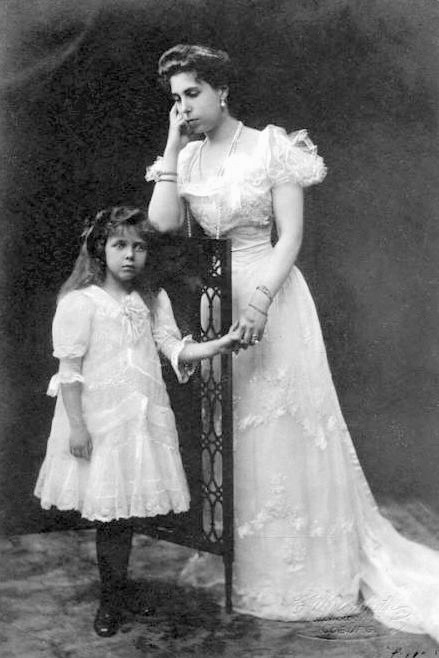
Elisabeth met haar moeder

Elisabeth Marie Alice Victoria van Hessen-Darmstadt (11 maart 1895 - 16 november 1903) was een Duitse prinses uit het huis Hessen-Darmstadt.
Zij was het enige kind uit het ongelukkige - op instigatie van beider grootmoeder, de Engelse koningin Victoria gesloten - huwelijk van groothertog Ernst Lodewijk en Victoria Melita van Saksen-Coburg-Gotha. Ze was genoemd naar haar tante, de Russische grootvorstin Elisabeth Fjodorovna en werd, evenals haar tante Ella genoemd.
Prinses Victoria Melita was pas 18 jaar oud toen Ella geboren werd. Hoewel ze veel van haar dochtertje hield, vond ze het moeilijk om om te gaan met de aan adoratie grenzende liefde waarmee haar man het kleine prinsesje omringde. Toen ze zes maanden oud was, meende Ernst Lodewijk dat het baby-prinsesje inspraak zou moeten hebben in de kleuren van de wanden in de kinderkamer, en toen zij kleine vrolijke kreetjes slaakte bij het zien van iets in de kleur lila, werd tot die kleur besloten.
Zij was de favoriet van haar overgrootmoeder, koningin Victoria. Ze logeerde vaak bij haar op Windsor Castle. Victoria was het die de beide ouders verbood te scheiden, omdat dat schadelijk zou zijn voor Ella. Bij de begrafenis van Victoria, zat Ella naast de bijna even oude prins Eduard van York, de latere koning Eduard VIII. De Noorse koningin Maud, een kleindochter van Victoria, schreef daar later over: "Sweet little David behaved so well during the service and was supported by the little Hesse girl who took him under her protection and held him most of the time round his neck. They looked such a delightful little couple."
Na de dood van Victoria, scheidden Ella's ouders alsnog. Victoria Melita had inmiddels een verhouding met een andere neef, grootvorst Cyril Vladimirovitsj van Rusland. Ella bracht nu een deel van het jaar door bij haar vader in Darmstadt en bij haar moeder in Coburg. In oktober 1903, werd Ella plotseling ziek. Wat eerst een griepje leek, bleek een dodelijke aanval van buiktyfus. 
Voor de -witte- begrafenis liep de Hessische bevolking massaal uit. Voor Elisabeths moeder was het de eerste keer sinds de scheiding twee jaar eerder, dat zij weer voet op Hessische bodem zette. Na de kerkdienst baarde zij veel opzien door haar ridderorde in de Huisorde van de Gouden Leeuw af te gespen en op de kist van haar dochtertje te leggen.

## Noot
1. ↑  Sullivan, Michael John,  A Fatal Passion: The Story of the Uncrowned Last Empress of Russia New York, 1997 ISBN 0-679-42400-8  p. 204
2. ↑  aldaar, p. 224